# 静田錦波
静田 錦波（しずた きんぱ、本名：高岸匠治、1900年 - 1976年8月10日）は、活動弁士。

## 来歴
群馬県出身。大正時代に石井春波の弟子となり、弁士の技術を学ぶ。
デビュー後は、浅草の電気館や帝国館といった松竹系の直営館に出演。帝国館では現代劇の主席弁士を勤めている。主に松竹蒲田撮影所の作品を解説し、美声と名調子で観客（特に女性）を魅了した。
映画がトーキーの時代を迎えた昭和10年（1935年）には、弁士・楽士の全員解雇を通知する松竹側に対し、争議委員長として交渉するも決裂。3月19日から28日にかけてストライキを指揮した。その後は、主に歌謡曲のナレーションを務めた。
昭和51年（1976年）8月10日、喉頭癌のため死亡。満76歳没。

## 逸話
- 西村小楽天によると、背が低く容姿もあまりよくなかった。美声とのギャップからか、「闇の業平」と揶揄する同業者もいたという[4]。
- 上記ストライキ中の3月27日には、ストの支援をしていた活動家2名が松竹専務・城戸四郎の邸宅へ日本刀を持って乱入する事件が起きた。この時、静田は「乱入を使嗾した」容疑で、他の争議委員17名とともに警察に一時身柄を拘束されている[5]。

## 静田のナレーションが収録されている主な作品
- 軍事物語 進軍 - 鈴木傳明、田中絹代との共演
- 流行歌説明 小唄ヴアラエテイ 上・下
- 流行歌集 楠木繁夫傑作集 上・下 - 歌・楠木繁夫
- 流行歌集 藤山一郎傑作集 上・下 - 歌・藤山一郎
- 流行歌集 歌の慰問袋 上 - 歌・藤山一郎、由利あけみ、楠木繁夫
- 流行歌集 詩の慰問袋 下 - 歌・ディック・ミネ、美ち奴。アコーディオン演奏・小泉幸雄